# NGC 363
NGC 363 ist eine Linsenförmige Galaxie vom Hubble-Typ S0 im  Sternbild Walfisch südlich der Ekliptik. Sie ist schätzungsweise 503 Millionen Lichtjahre von der Milchstraße entfernt und hat einen Durchmesser von etwa 90.000 Lichtjahren.
Im selben Himmelsareal befinden sich u. a. die Galaxien IC 78, IC 79, IC 82.
Das Objekt wurde am 28. November 1885 von dem US-amerikanischen Astronomen Francis Preserved Leavenworth entdeckt.